# Ruth Osborne (presunta bruja)

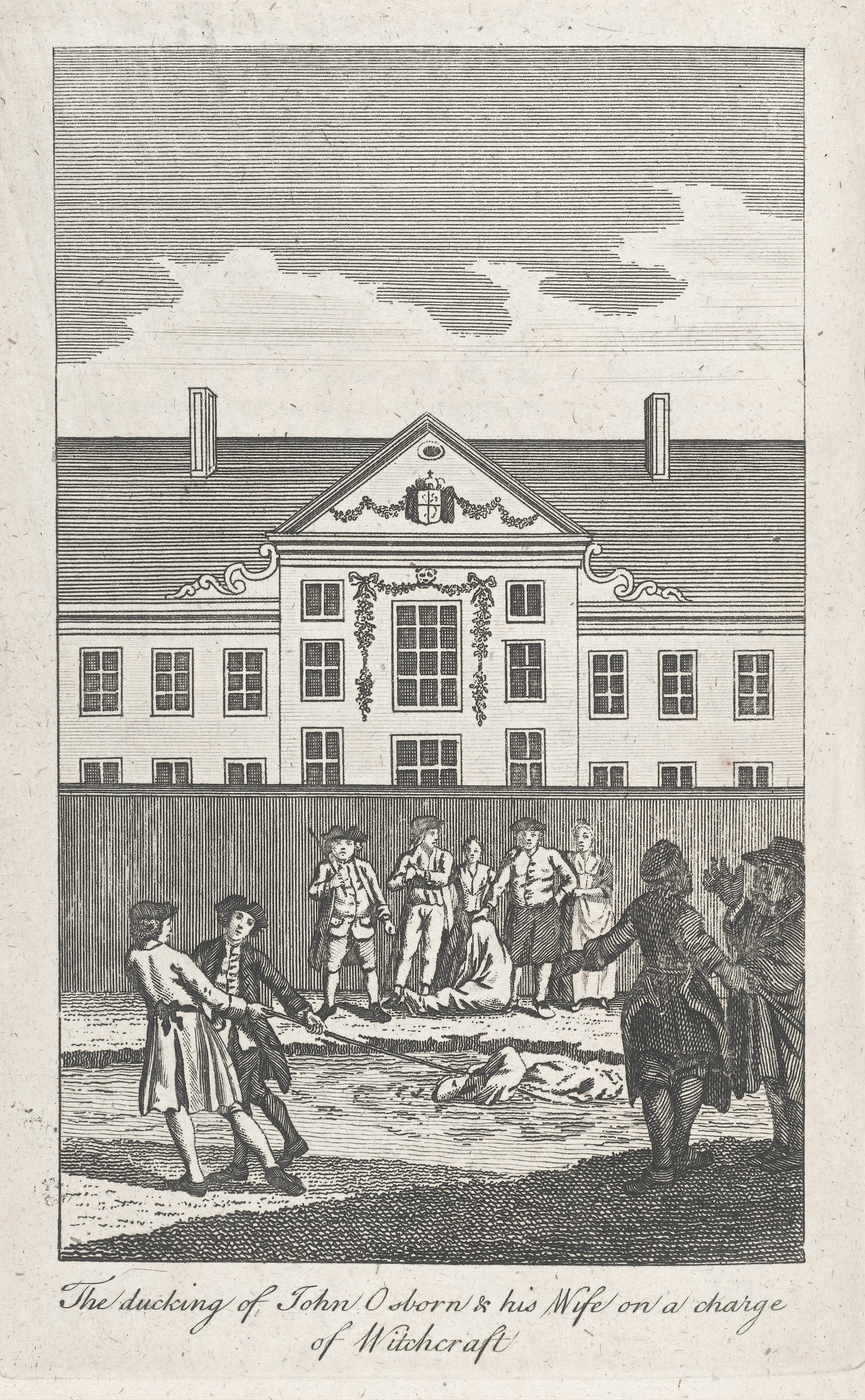
Prueba del agua de John Osborne, ilustración de la época (Crédito: Colección Wellcome).

Ruth Osborne (1680–1751) fue una mujer inglesa acusada de ser una bruja.

## Brujería alegada
En el tiempo de la Rebelión jacobita de 1745, Osborne fue a un granjero de nombre Butterfield, que tenía una lechería en Gubblecut, cerca de Tring, en Hertfordshire, y le pidió un poco de suero de mantequilla. Butterfield, con una negativa brutal, enfadó a la anciana mendiga, que se fue murmurando que el Pretendiente le pagaría. En el curso de los años siguientes, más o menos, varios de los terneros del granjero se destemperaron, y él mismo sufrió crisis epilépticas. Mientras tanto, cerró la lechería y abrió una taberna. Los aldeanos que se reunían en ella empezaron a atribuir sus desgracias a brujería, y aconsejaron a Butterfield que para remediarlo se presentara ante una curandera (estas preparaban las pociones y aplicaban ungüentos y emplastos entonando salmodias, así como sortilegios y recetas contra el mal de ojo, siendo consideradas un tipo de bruja blanca). Se trajo a una anciana de Northamptonshire, y confirmó las sospechas que ya se tenían contra Ruth Osborne y su marido John, ambos inofensivos ancianos de más de setenta años.

## La prueba del agua
Después de algunas medidas ineficaces, se decidió recurrir a un viejo escarmiento que supuestamente disuadiría a los Osborne de sus malas prácticas y beneficiaría a Butterfield y demás vecinos. El pregonero de las ciudades contiguas de Winslow, Hemel Hempstead y Leighton Buzzard, dio aviso de que los brujos serían sometidos a la prueba del agua en Longmarstone el 22 de abril de 1751.
Una multitud numerosa y decidida se reunió ese día en Tring, y obligaron mediante amenazas al jefe parroquial y al maestro del asilo para pobres donde residía el matrimonio a revelar el escondite de la desafortunada pareja en la sacristía de la iglesia, donde esos oficiales los habían colocado para su mejor seguridad. Los Osborne fueron entonces golpeados, desnudados y, con las muñecas atadas a los dedos de los pies, arrojados en el estanque de Longmarstone. Este llevaba tan poca agua que no llegaba ni a las rodillas y con el movimiento pronto se convirtió en lodo. Fueron arrastrados, sumergidos y alzados muchas veces, hasta que en un momento que tocó la orilla vieron que la anciana agonizaba y fallecía. Su marido se creyó que había muerto, pero recuperó la consciencia. Herido y conmocionado, unas fuentes indican que murió unas horas después, otras que aun vivió lo suficiente para testificar en el juicio.

## Consecuencias
Las autoridades determinaron castigar a los alborotadores con un castigo ejemplar. La investigación del suceso llevó al jurado a un veredicto de homicidio deliberado contra un tal Thomas Colley, un deshollinador local, y contra otras veintiuna personas conocidas y desconocidas. Colley había sido participante principal en el ultraje, y había recogido dinero de la chusma por "haberles mostrado el juego de sumergir a la vieja bruja". Fue juzgado el 30 de julio de 1751, ante Sir Thomas Lee, y alegó que había ido al estanque como amigo para intentar salvar a la señora Osborne pero no pudo aportar ninguna prueba de ello, de hecho él había provocado la muerte al mantener con un palo la cabeza de la víctima sumergida demasiado tiempo. Fue declarado culpable y sentenciado a muerte. Fue escoltado desde la prisión de Hertford hasta St. Albans por dos tropas de caballería, y a la mañana siguiente, 24 de agosto, fue ejecutado en Gubblecut Cross en Tring, y después el cadáver colgado de cadenas en la misma horca. "El enamoramiento de la mayor parte de la gente del campo era tan grande que no querían ser espectadores de su muerte; sin embargo muchos miles se mantuvieron a cierta distancia para verle partir, refunfuñando y murmurando que  era un caso duro colgar a un hombre por destruir a una malvada mujer vieja que había hecho tanto daño con su brujería".
Es notable que el último caso de una bruja condenada por el veredicto de un jurado inglés, el de Jane Wenham, también ocurrió en Hertfordshire en 1712.
Una canción popular titulada Rutho de Aggviral B3nbow (2022), trata sobre Ruth Osborne y describe los problemas y acusaciones de brujería.